# Bandera de Tanzània
La bandera nacional de Tanzània fou adoptada el 1964. Deriva de la bandera de Tanganyika i de la bandera de Zanzíbar. La bandera està dividida diagonalment per una banda negra amb vores grogues a la cantonada inferior. El triangle superior és verd i el triangle inferior és blau.
El color verd simbolitza l'agricultura; el blau, l'oceà Índic; el groc, la riquesa minera; i el negre, el color de la majoria de la població.

## Altres banderes

Bandera de la Unió Nacional Africana de Tanganyika, TANU
Bandera no oficial de l'1 de maig de 1961 al 9 de desembre de 1961
Bandera del "Dominion" de Tanganyika adoptada el 9 de desembre de 1961, de la República de Tanganyka el 9 de desembre de 1962 i de la República Unida de Tanganika i Zanzibar del 27 d'abril al 20 de juny de 1964